# Cyklistická trasa 6271
Cyklistická trasa 6271 je značená cyklotrasa spojující Nový Jičín s Hostašovicemi. Její trasa ve vedena v ose bývalé železniční tratě číslo 326, kterou poškodila blesková povodeň 24. a 25. června 2009. Obce v okolí tratě, tedy Hodslavice, Hostašovice, Mořkov, Nový Jičín a Životice u Nového Jičína, se sdružily do Svazku obcí Cyklostezka Nový Jičín–Hostašovice, od ministerstva dopravy České republiky si trať roku 2011 pronajaly a začaly budovat cyklostezku. Když byla trasa hotová, schválila vláda České republiky na svém zasedání 11. září 2014 na návrh tehdejšího ministra dopravy Antonína Prachaře prodej tělesa tratě Svazku obcí. O přibližně dva týdny později, 26. září 2014, byla cyklotrasa slavnostně otevřena. Podle plánů by měli cyklotrasu během zimních měsíců využívat příznivci běžkování.